# オリンピックのセントビンセント・グレナディーン選手団
オリンピックのセントビンセント・グレナディーン選手団（オリンピックのセントビンセント・グレナディーンせんしゅだん）は、1988年ソウルオリンピックで初出場。夏季大会ではソウル大会以降毎回出場している。現在、冬季大会には一度も出場していない。また、これまでにメダルを獲得したセントビンセント・グレナディーン選手はいない。
セントビンセント・グレナディーンの国内オリンピック委員会は1982年設立。1987年に国際オリンピック委員会に承認された。

## メダル獲得数一覧

### 夏季オリンピック
| 大会名                | 金 | 銀 | 銅 | 計 |
| 1988 ソウル           | 0  | 0  | 0  | 0  |
| 1992 バルセロナ       | 0  | 0  | 0  | 0  |
| 1996 アトランタ       | 0  | 0  | 0  | 0  |
| 2000 シドニー         | 0  | 0  | 0  | 0  |
| 2004 アテネ           | 0  | 0  | 0  | 0  |
| 2008 北京             | 0  | 0  | 0  | 0  |
| 2012 ロンドン         | 0  | 0  | 0  | 0  |
| 2016 リオデジャネイロ | 0  | 0  | 0  | 0  |
| 2020 東京             | 0  | 0  | 0  | 0  |
| 2024 パリ             | 0  | 0  | 0  | 0  |
| 合計                  | 0  | 0  | 0  | 0  |